# Chydenius-institutet
Chydenius-institutet (finska: Chydenius-instituutti) är en finländskt forskningsinstitut i Karleby. 
Chydenius-institutet grundades 1977 som en förening med ändamål att i den anda som besjälar Anders Chydenius livsverk främja forskning rörande Mellersta Österbotten och att bidra till utvecklingen av dess närings- och kulturliv. Det dåvarande forskningsinstitutet förenades 1991 med Jyväskylä universitets fortbildningsenhet i Mellersta Österbotten. Efter att 2001 ha ingått ett avtal med Uleåborgs universitet, städerna Karleby och Jakobstad och några regionala aktörer är institutionen inriktad på att utveckla sig till ett nätverksuniversitet och därigenom bereda befolkningen i landskapet bättre möjligheter att bedriva universitetsstudier. En annan viktig uppgift är att utge vetenskapliga publikationer. Institutet grundade 2001 Chydeniusstiftelsen tillsammans med Karleby stad.